# Bezirk Kėdainiai
Der Bezirk Kėdainiai (lit. Kėdainių apskritis) war ein Bezirk im Mittellitauen, umseits des Nevėžis. Das Zentrum war die Stadt Kėdainiai, jetzt eine Mittelstadt Litauens. 

## Geschichte
Der Bezirk wurde am 12. Dezember 1915 von der deutschen Besatzungsmacht gebildet. Das Besatzungsgebiet wurde vom Generalstab des Oberbefehlshabers Ost  an der Ostfront des Ersten Weltkriegs verwaltet. Von 1915 bis 1918 gehörte der Bezirk Kėdainiai dem Verwaltungsbezirk Litauen und von 1919 bis 1950 dem Litauen. 1917 lebten 52.153 Einwohner. 1920 wurde die Wolost Krekenava zum Bezirk Panevėžys. 1950 entstand das Rajon Kėdainiai (34 Kreise), das Rajon Dotnuva (38 Kreise), Rajon Jonava (8 Kreise) und Rajon Ramygala (3 Kreise).